# Georg Himmelheber

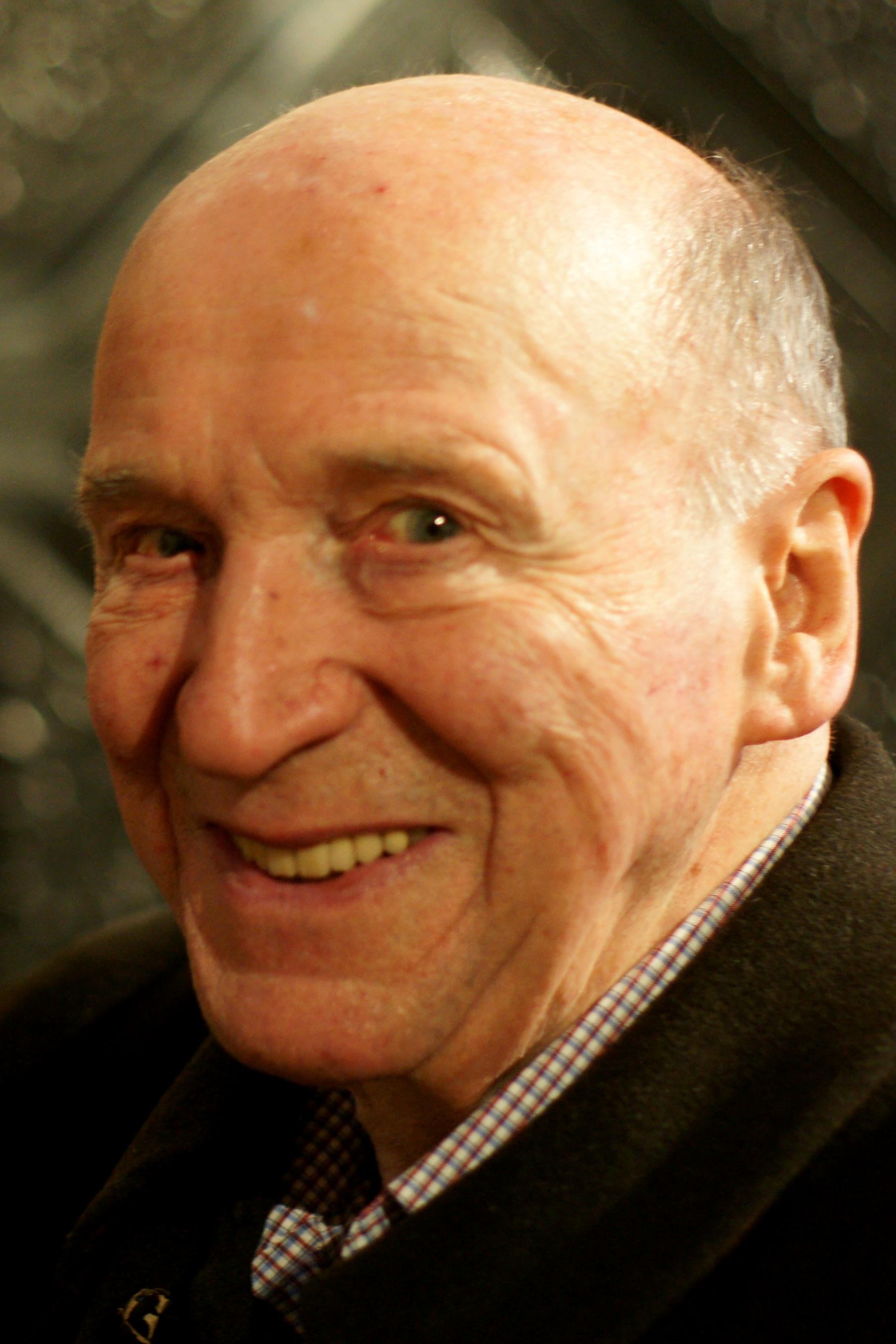
Georg Himmelheber (2018)

Georg Himmelheber (* 4. August 1929 in Karlsruhe; † 1. September 2024) war ein deutscher Kunsthistoriker.

## Leben
Georg Himmelheber verbrachte seine Kindheit und Jugend in Karlsruhe. Die Familie hatte seit mehreren Generationen die Möbelfabrik Gebr. Himmelheber (1768 als Schreinerei in Karlsruhe gegründet); dort absolvierte er auch eine Lehre als Schreiner. Seine Mutter war die Karlsruher Frauenrechtlerin Kathinka Himmelheber, die Karlsruher Lokalpolitikerin Luitgard Himmelheber seine Großmutter. Er war zu jung, um im Zweiten Weltkrieg Soldat werden zu müssen; einem letzten Versuch, ihn im März 1945 zum Volkssturm einzuziehen, konnte er sich entziehen.
Nach dem Krieg beendete er seine Schulzeit mit dem Abitur. Georg Himmelheber studierte Kunstgeschichte an den Universitäten Kiel, München und Freiburg, dort unter Kurt Bauch. 1954 wurde er an der Universität Freiburg im Breisgau promoviert. Thema seiner 1963 erschienenen Dissertation ist Der Ostchor des Augsburger Doms.
1955 heiratete er die Kunsthistorikerin Irmtraud Jo Himmelheber. Die Opernsängerin Liat Himmelheber ist seine Tochter.
1956 bis 1959 arbeitete er am Landesamt für Denkmalpflege Stuttgart; er war mit der Inventarisierung des Kreises Künzelsau befasst. Der Inventarband Die Kunstdenkmäler des ehemaligen Oberamts Künzelsau erschien 1962.
Himmelheber wechselte an das Badische Landesmuseum in Karlsruhe. Dort hatte er bereits vorher (1955) die Aufstellung der Türkenlouis-Ausstellung verantwortet.
1965 wurde Georg Himmelheber Konservator am Bayerischen Nationalmuseum in München. Er leitete dort die Fachabteilungen Möbel und Holzgerät, Musikinstrumente, Spiele, Glasgemälde. Er konzipierte und kuratierte Ausstellungen wie Kunst des Biedermeier 1815–1835 (1988), Spiele (1972), Kleine Möbel (1979). Zuletzt war er stellvertretender Generaldirektor.
Georg Himmelhebers Forschungsschwerpunkte waren Möbel, Kunst und Kunstgewerbe des Biedermeier sowie Kunstgewerbe des Historismus. Seine Bibliographie umfasst 253 Aufsätze und 21 Bücher.
2010 fand im Berliner Kunstgewerbemuseum anlässlich von Himmelhebers 80. Geburtstag ein Symposium unter dem Titel „Die Kunst des Deutschen Möbels“ statt.

## Schriften (Auswahl)
Neben den Katalogen der genannten Ausstellungen:
- Klassizismus, Historismus, Jugendstil (= Heinrich Kreisel: Die Kunst des Deutschen Möbels Band 3). München 1973, 2. Auflage 1983.
- Biedermeier Furniture, London 1974. Deutsch als Biedermeiermöbel. München 1987, 2. Auflage 1991.
- Deutsche Möbelvorlagen 1800–1900. München 1988.
- Möbel aus Eisen. Geschichte, Formen, Techniken. München 1996. Englische Ausgabe London 1996.
- Die Berchtesgadener Holzhandwerker und Bildhauer im Barock. Plenk, Berchtesgaden 2012, ISBN 978-3-940141-74-3.